# Euxoa factoris
Euxoa factoris är en fjärilsart som beskrevs av Smith 1900. Euxoa factoris ingår i släktet Euxoa och familjen nattflyn. Inga underarter finns listade i Catalogue of Life.